# Cucina dello Shandong

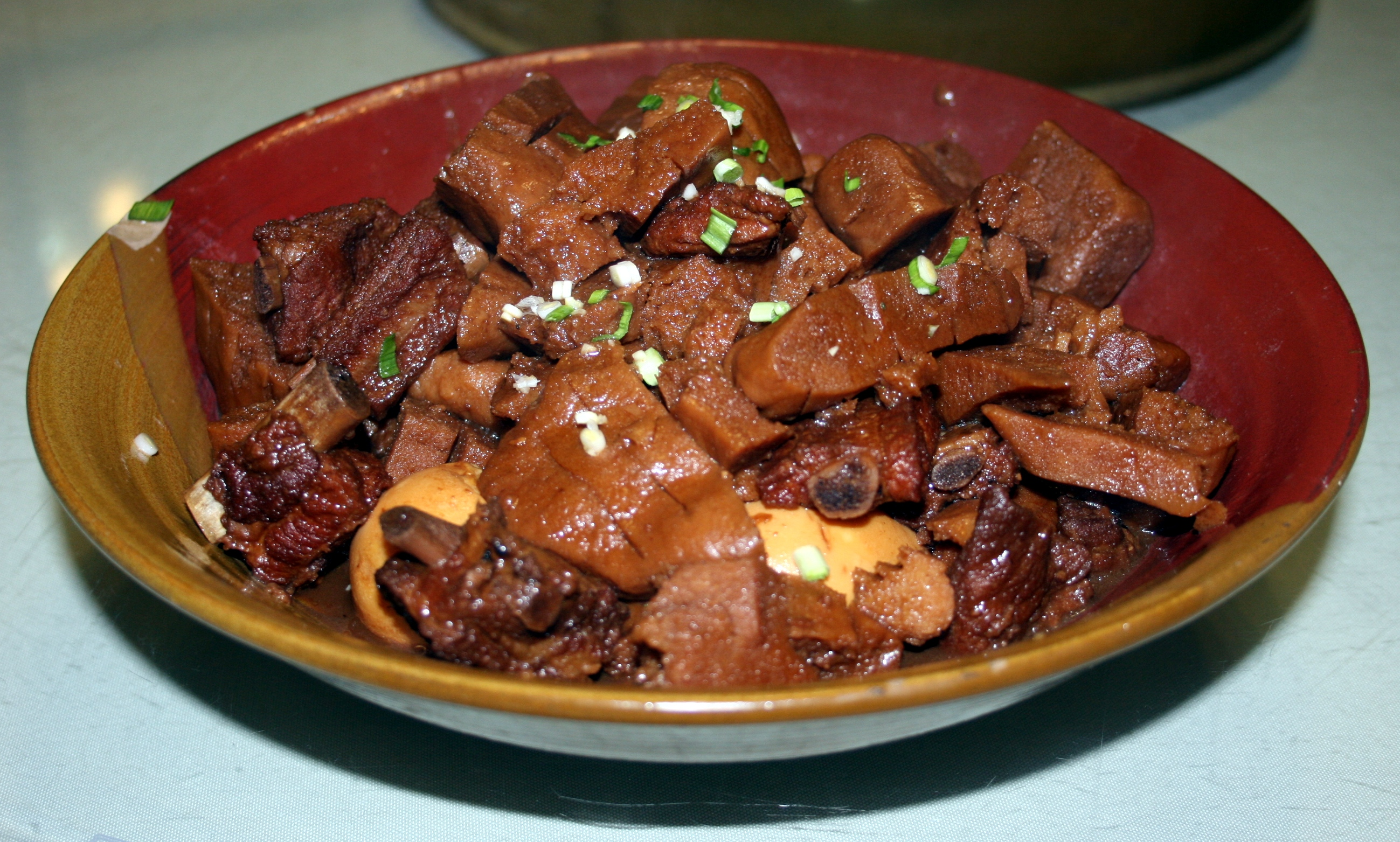
Costine brasate con glutine

La cucina dello Shandong, conosciuta anche come cucina Lu, è la più antica delle otto scuole tradizionali della cucina cinese.
Le oltre 100 ricette menzionate nel Qimin yaoshu (齊民要術T, 齐民要术S, Qímín yàoshùP, Ch‘i-min Yao-shuW, lett. "Manuale di arti importanti per il popolo") della dinastia Wei settentrionale testimoniano il grande patrimonio culinario della provincia dello Shandong.
Questa cucina si suddivide in tre scuole: la cucina di Jinan, legata all'entroterra; la cucina di Jiaodong, di tipo costiero; e la cucina di Qufu, legata alla famiglia di Confucio.

## Caratteristiche

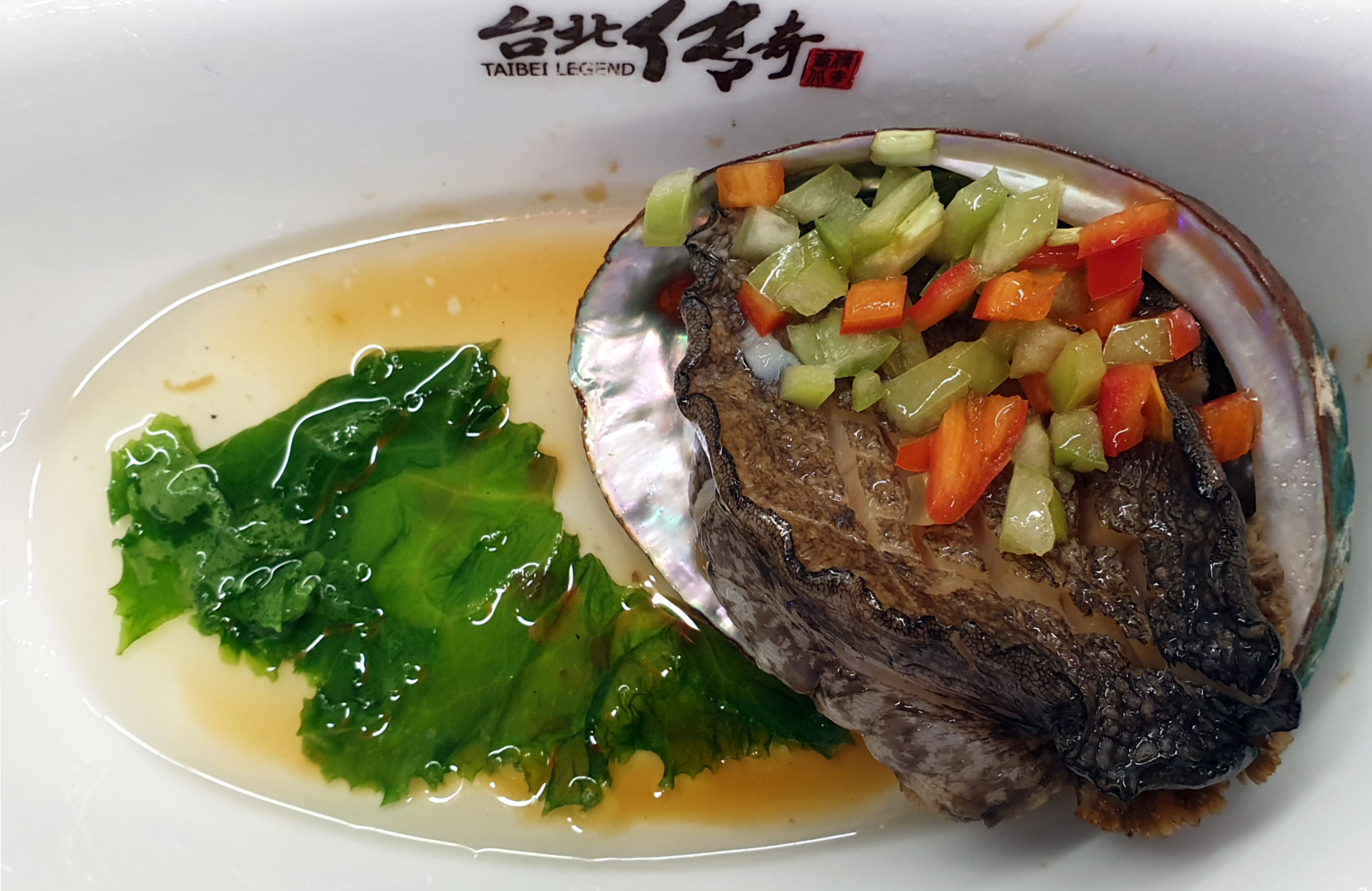
Abalone brasato

Lo Shandong abbonda di cereali e legumi come arachidi, grano, mais, patate dolci, sorgo, miglio e semi di soia. Tra la frutta e la verdura di eccellenza si citano il cavolo di Jiaozhou, lo zenzero di Laiwu, la cipolla di Zhangqiu, l'aglio di Cangshan, il ravanello di Weifang, la mela di Yantai e la pera di Laiyang. La presenza di fiumi nell'area favorisce l'approvvigionamento di prodotti ittici, come i cetrioli di mare, gli abaloni, i gamberi, le capesante, il pagro, le meduse e Larimichthys polyactis.
I piatti dello Shandong sono orientati al salato, alla purezza e all'umami. In merito ai condimenti, la cucina dello Shandong fa uso di salsa agli otto tesori di Linyi (a base di soia fermentata), aceto di Luokou, salsa di soia di Jinan e vino di riso di Jimo. Cipollotto e aglio sono comunemente usati per aromatizzare le pietanze. In particolare, le ricette a base di frutti di mare tendono a preservarne il gusto originale.
I principali metodi di cottura più diffusi nella provincia sono le fritture (rapida, profonda o con farina di mais), l'ebollizione, la cottura a fuoco lento, l'arrosto e i piatti stufati.

## Piatti principali

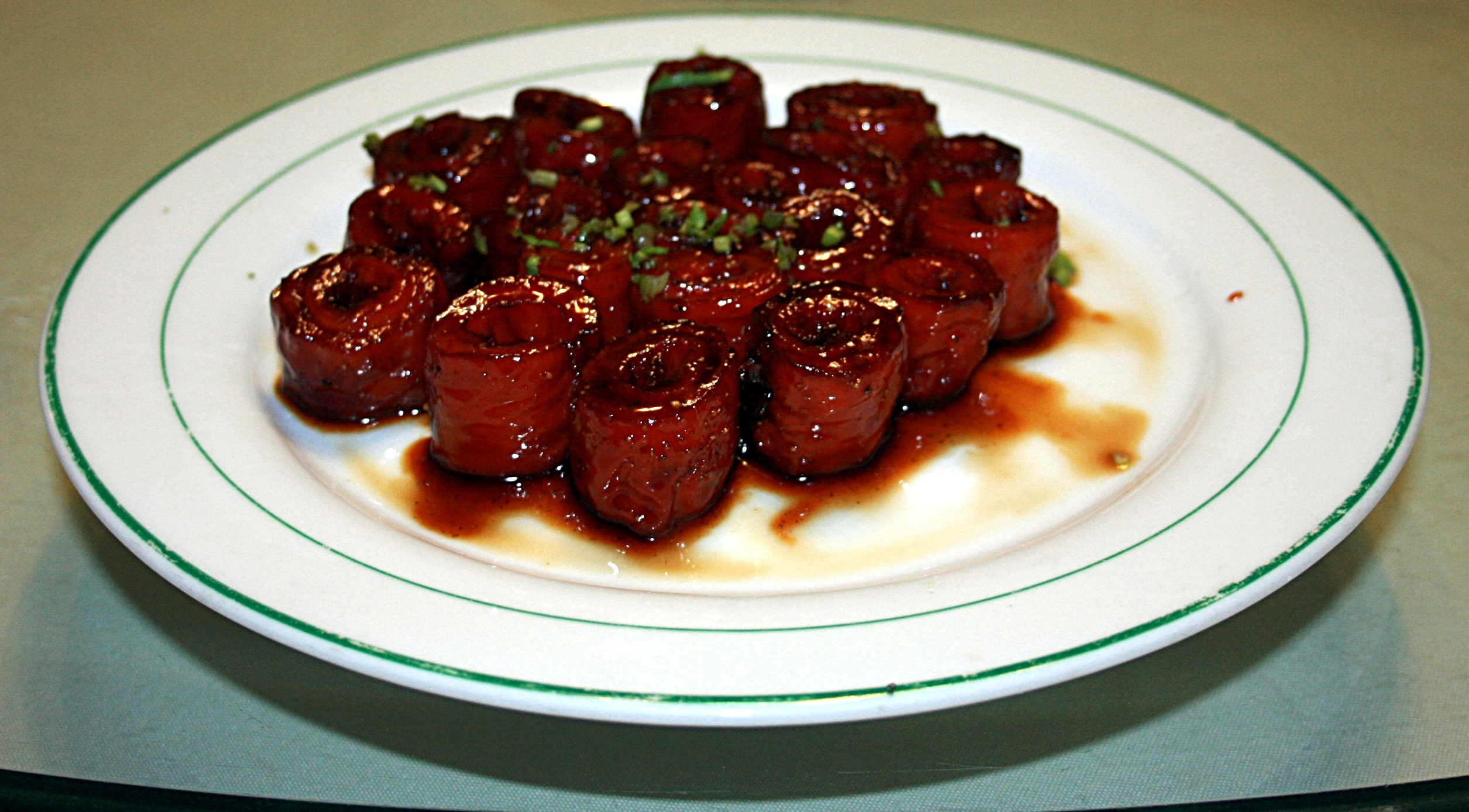
Jiǔqū dàcháng (intestino crasso del maiale

Alcuni dei piatti tipici dello Shandong sono la carpa fritta in salsa agrodolce (糖醋鲤鱼S, Táng cù lǐyúP), il pollo brasato di Dezhou (德州扒鸡S, Dézhōu pá jīP), gli involtini di tofu fritti (腐皮卷S, Fǔ pí juǎnP), gli intestini brasati in salsa scura (红烧肠S, Hóngshāo chángP), i gamberi brasati in salsa di soia (红烧大虾S, Hóngshāo dà xiāP), le fette di strombo saltate (炒海螺片S, Chǎo hǎiluó piànP) e l'hot pot di Confucio (孔府一品锅S, Kǒng fǔ yīpǐn guōP).
Nello Shandong abbondano i piatti a base di pesce. Tra questi si citano l'abalone brasato di Tsingtao (红烧鲍鱼S, Hóngshāo bàoyúP), servito durante le occasioni speciali, le capesante al vapore con aglio e noodle (蒜蓉粉丝蒸扇贝S, Suàn róng fěnsī zhēng shànbèiP), e le vongole in salsa di fagioli neri (豉汁蛤蜊S, Chǐ zhī gélíP) tipici delle città costiere di Tsingtao e Yantai.
La cucina di Confucio è di tipo vegetariano e riflette gli ideali confuciani di armonia, equilibrio e rispetto per gli esseri viventi, enfatizzando una dieta che nutre sia il corpo sia lo spirito. Le tecniche di preparazione sono sofisticate e mirano ad abbinare gli ingredienti puntando sull'estetica delle pietanze, mantenendo un'armonia cromatica e preservando i sapori originali. Il tofu e i funghi sono gli ingredienti prediletti di questa cucina, che vengono adoperati in svariati modi. Alcune ricette di questa scuola culinaria sono le verdure saltate con aglio, la radice di loto ripiena di riso glutinoso e le melanzane in salsa agrodolce. I banchetti confuciani si tengono nei templi o durante le feste religiose.